# Cattedrale di Foggia

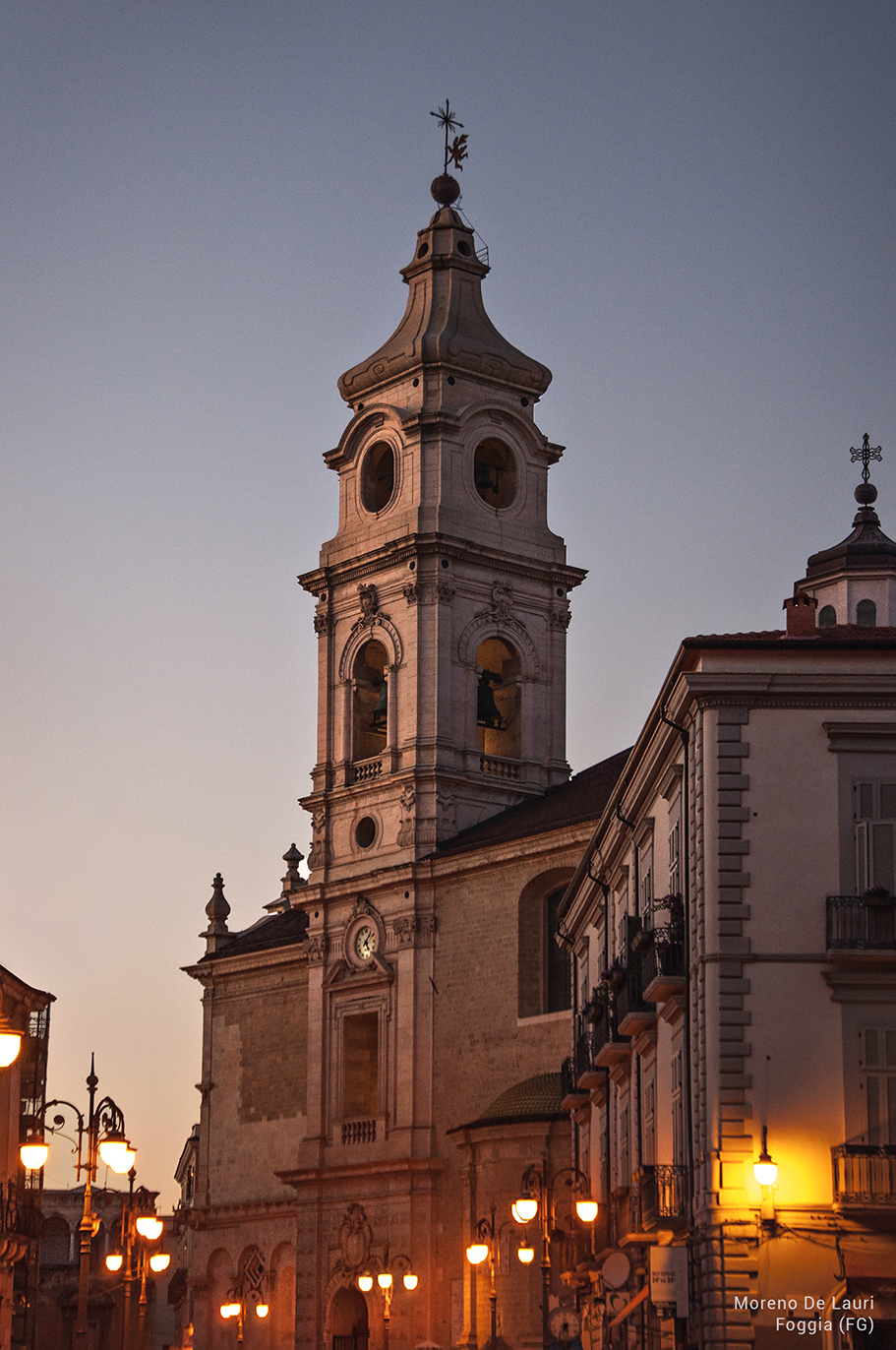
Campanile del Duomo

La chiesa della Beata Maria Vergine Assunta in Cielo, o chiesa della Santa Maria di Foggia, più comunemente chiamata duomo oppure cattedrale di Foggia, è stata costruita nel 1170 in stile romanico pugliese, con influenze pisane soprattutto al primo ordine di archi ciechi decorati con losanghe, è stata danneggiata e successivamente restaurata in stile prettamente barocco dopo il terremoto del 1731. La cattedrale di Foggia è strettamente collegata al ritrovamento dell'Iconavetere, una tavola che rappresenta una rarissima Vergine Kyriotissa, la cui storia si fonda con quella della nascita della città. Secondo la tradizione l'immagine, avvolta da sette veli (da cui deriva il nome della Madonna dei Sette Veli), è stata ritrovata nel 1062 (altre fonti riportano il 1073) da un pastore, in un pantano, l'attuale piazza del Lago a Foggia. Fu dichiarata Monumento Nazionale nel 1940.

## Storia e descrizione
Già collegiata di Santa Maria, la cattedrale è stata eretta nel XII secolo e più volte modificata, conserva all'esterno buona parte dei raffinati prospetti romanici in pietra squadrata e scolpita, col prezioso cornicione popolato di sculture raffinata opera dell'architetto-scultore Bartolomeo da Foggia e, sul fianco sinistro, il ricco Portale di San Martino. Medievale è anche la suggestiva cripta, con notevoli capitelli sempre opera di Bartolomeo da Foggia. 
Nel 1250 il morente imperatore Federico II di Svevia volle che il suo cuore fosse conservato in un'urna presso la Cattedrale di Foggia. Esso fu poi, purtroppo, andato perduto.
In età barocca il tempio fu ristrutturato globalmente, all'esterno mutando la parte superiore dei prospetti e innalzando il raffinato campanile lapideo con coronamento a guglia, e all'interno riplasmando in discreto stile rococò l'impianto architettonico, una croce latina con cupola a scodella decorata con sobri ornati a stucco. Nell'aula, relativamente spaziosa, spicca l'imponente altare maggiore settecentesco in marmi policromi, con due grandi angeli marmorei scolpiti e firmati da Giuseppe Sanmartino. Sulla controfacciata, inoltre, troneggia l'enorme Moltiplicazione dei pani e dei pesci, capolavoro tardo di Francesco De Mura (datato 1771), mentre altri preziosi altari napoletani del Settecento decorano le cappelle (nelle quali si ammirano tra le varie cose, due statue lignee di Giacomo Colombo e la toccante Pietà di Paolo De Majo, risalente al 1741). Di particolare pregio risulta la cappella maggiore dell'Iconavetere, a lato del presbiterio, con cancellata bronzea e ricco altare marmoreo della fine del Seicento.
Alla chiesa è connesso il campanile in stile barocco, a quattro piani e alto 50 m. Su di esso si trovano un orologio installato nel 1965 e 6 campane azionate elettricamente.
Dal settembre 1806 è basilica minore.

### Cripta del Succorpo

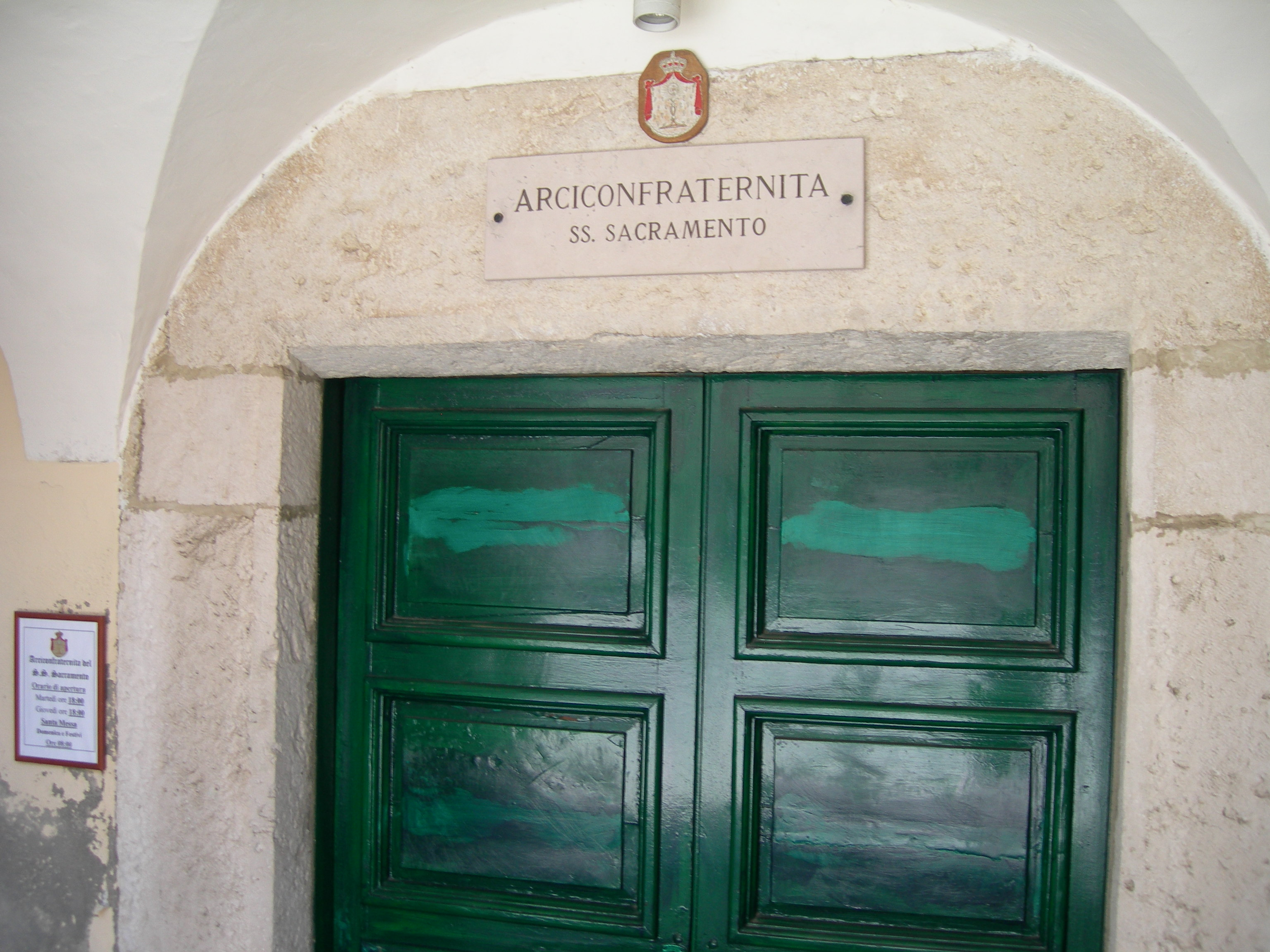
Chiesa del Succorpo

Nella cripta si trovano capitelli che sormontano le colonne centrali, opera del foggiano Bartolomeo. Originariamente la cripta era a croce greca e a tre navate, tuttora conserva le tre navate sull'asse degli ingressi, è a cinque navate sull'asse che dalle absidi va al nuovo Succorpo. Vi sono vari affreschi, come quello raffigurante Gesù maestro. L'antico altare è stato eliminato per far posto al nuovo collocato al centro del piccolo presbiterio. Sono visibili gli antichi ingressi che consentivano, con delle scalinate, il passaggio dalla chiesa superiore alla cripta, prima che fosse demolito l'antico impianto a tre navate ed elevato il piano della navata della chiesa superiore. A reggere quest'ultima fu creato il nuovo Succorpo, a tre navate dove si conservano l'urna in legno dorato del Cristo morto e le statue della Passione. Inoltre vi sono delle tombe di vescovi.